# Mamoudou Sy
Pour les articles homonymes, voir Sy.
Ne doit pas être confondu avec Mamadou Sy.
Mamoudou Sy, né le 1er avril 1983 france, est un joueur français de basket-ball. Il évolue aux postes d'ailier et d'ailier fort.

## Biographie
Il est originaire de Cergy (Val-d'Oise). Issue d'une famille de basketteur, ses trois frères (Mamadou, Bandja et Aamara) jouent à haut niveau.
Il a fait ses débuts à l'Entente Cergy Osny Pontoise BB puis intègre le centre de formation du Besançon BCD en 2002 avant de faire un crochet par l'ASVEL en 2003 et à l'Entente Orléanaise en 2004.
Il décide de s'essayer au basket universitaire américain en partant au Cowley Community College pendant une saison.
À son retour en France, en 2006, il s'engage avec Saint-Vallier pour quatre saisons. La première saison il remporte le championnat N1 et accède à la Pro B
Il rejoint en 2010 le club des JSA Bordeaux avec qui il remporte le Championnat de France de Nationale 1.
En 2011 il signe un contrat de deux ans avec ADA Basket, toujours en Nationale 1. Après deux saisons et demie il part pour le Rueil AC avant de signer avec l'OLB pour deux ans en 2014.
Le 1er août 2016, il signe un contrat de deux ans avec l'Union Sainte-Marie Metz qui évolue depuis 3 saisons en Nationale 2.